# Per Gunnar Evander
Per Gunnar Henning Evander, född 25 april 1933 i Ovansjö, Gävleborgs län, död 16 maj 2022 i Stockholm, var en svensk författare, manusförfattare och regissör.

## Biografi
Per Gunnar Evander tog studentexamen i Sandviken 1954, examen vid Folkskoleeminariet i Gävle 1958 och arbetade därefter som folkskollärare. Han studerade därefter vid Uppsala universitet och blev 1963 filosofie magister. De kommande tre åren arbetade han som folkhögskollärare vid Wiks folkhögskola och Västerbergs folkhögskola. År 1966 började han som dramaturg på Radioteatern och 1969 som producent vid Sveriges Television i Stockholm.

## Författarskap
Evander var en mycket framgångsrik och produktiv författare. Han debuterade redan 1965 och skrev sedan ett trettiotal böcker och tilldelades bland annat Svenska Dagbladets litteraturpris 1969 och Litteraturfrämjandets stora romanpris 1975. 
Evanders romaner kretsar ofta kring förlorarna i folkhemmet. Gång på gång gestaltar han personer som är svikna av samhället och har psykiska problem. Hans tidiga romaner från 1960-talet och början av 1970-talet präglas av formexperiment och deras handlingar bryter den realistiska ramen. Från mitten av 1970-talet övergick han till att skriva samhällskritiska, realistiska romaner om förlorarna i samhället.
Evander blev en välkänd värd i Sommar i P1 där han sommarpratade 14 gånger, den sista gången 1999.

### Fallet Lillemor Holm
I januari 1977 utkom boken Lungsnäckan av författardebutanten Lillemor Holm på Bonniers förlag, som annonserade boken som "Fin debutroman om hur det är att växa upp i ett samhälle som inte ställer några krav". Recensenten Caj Lundgren skrev att boken var "autentisk och övertygande, men knappast med några påfallande konstnärliga kvaliteter men (med) ett innehåll som oroar genom att väcka en rad obesvarade frågor". I augusti 1977 gav Evander ut boken Fallet Lillemor Holm, vilket föranledde recensenten Margareta Zetterström att påtala ett "misstänkt samband med Lungsnäckan" och att spekulera i att Evander var författare till bägge böckerna där chansen var stor att den som läst en av böckerna även skulle vilja läsa den andra. Hon angav dock att Evander är "synnerligen skicklig i att skapa spänning", och att boken "Fallet Lillemor Holm är komponerad så att man även om man är skeptisk mot mycket i boken läser med glödande ögon för att få veta hur berättelsen slutar". Evander har upprepade gånger tillfrågats om författarskapet till Lungsnäckan, men angav till exempel 1993 vid sin 60-årsdag att "han gjort vissa ingrepp i texten" men att han inte är Lillemor Holm.

## Priser och utmärkelser
- 1968 – Albert Bonniers stipendiefond för yngre och nyare författare
- 1968 – Litteraturfrämjandets stipendiat
- 1969 – Svenska Dagbladets litteraturpris
- 1970 – Litteraturfrämjandets stipendiat
- 1970 – Gävleborgs läns kulturstipendium
- 1972 – Zornpriset av Svenska akademien
- 1974 – LO:s kulturstipendium
- 1975 – Litteraturfrämjandets stora romanpris
- 1980 – Östersunds-Postens litteraturpris
- 1994 – Signe Ekblad-Eldhs pris
- 1995 – Hedersledamot av Gästrike-Hälsinge nation i Uppsala
- 1997 – Hedersledamot av Sandvikens AIK
- 1999 – Sandvikens kulturpris
- 2000 – Gefle Dagblads kulturpris
- 2003 – Ivar Lo-priset
- 2003 – Hedenvind-plaketten
- 2004 – Sixten Heymans pris
- 2005 – Pris ur Stina och Erik Lundbergs stiftelse från Svenska Akademien
- 2005 – Hedersledamot av Evandersällskapet
- 2006 – Göran Fredrik Göranssons stora pris
- 2007 – Hedersledamot av Ejnar Ask-sällskapet